# Bibali
Bibali is een plaats in de gemeente Buje in de Kroatische provincie Istrië. De plaats telt 79 inwoners (2001).